# Herman Verbeek
Herman Alphons Verbeek (Groningen, 17 mei 1936 – aldaar, 1 februari 2013) was een Nederlandse priester en politicus.
Verbeek studeerde theologie en werd in 1963 katholiek priester. Hij was van 6 september 1963 tot 28 augustus 1965 kapelaan te Joure. Tussen 1968 en 1973 was hij adviseur van het bisdom Groningen. Hij was priester van het bisdom Groningen, maar had sinds hij in 1969 politiek actief werd geen kerkelijke functie meer. Hij kwam in 1999 openlijk in conflict met de toen net benoemde Groningse bisschop Wim Eijk over diens opvattingen over seksualiteit, waarbij hij niet schuwde zelf als homoseksueel priester in de publiciteit te komen.
Tussen 1974 en 1977 was hij voorzitter van het provinciaal bestuur van de Politieke Partij Radikalen in Groningen. Van 1977 tot 1981 was hij landelijk partijvoorzitter. In 1984 werd hij gekozen in het Europees Parlement voor het Groen Progressief Akkoord waarin de PPR samenwerkte met de CPN en de PSP. Daarin was overeengekomen dat de PPR-kandidaat zich na de helft van de periode zou terugtrekken, ten gunste van de kandidaat van de Communistische Partij van Nederland Nel van Dijk. In 1986 verliet Verbeek het Europees parlement.
In 1989 werd Verbeek Europees lijsttrekker van de Regenboog, een samenwerkingsverband van PPR, CPN, de PSP en de EVP voor de Europese verkiezingen. Hierbij was overeengekomen dat wederom de PPR-kandidaat zich na een halve periode terug zou trekken, nu ten gunste ditmaal van de kandidaat van de PSP, John Hontelez. In 1991 weigerde Verbeek dit: hij vond dat hij op landbouwgebied voor de biologische boer nog een taak te verrichten had. Het partijbestuur van GroenLinks (waarin PSP, PPR en CPN inmiddels waren toegetreden), wilde Verbeek royeren. De partijraad weigerde het royement echter goed te keuren. Verbeek bleef lid van het Europees Parlement, maar opereerde onafhankelijk van zijn partij. In 1994 zegde hij zijn lidmaatschap van GroenLinks op en werd lijsttrekker voor De Groenen bij de Europese verkiezingen van 1994. De Groenen haalden de kiesdrempel niet.
Verbeek is auteur van vele spirituele en politieke boeken, zoals Tegen de tijdgeest en Liedboek Voor De Ziel.
Hij overleed op 1 februari 2013. Postuum verscheen een autobiografie.
De oecumenische liedbundel Zangen van Zoeken en Zien (2015) is opgedragen aan Herman Verbeek.
In 2018 verscheen Dat gij het zingt, een bundel met nagelaten zangen en overwegingen van Verbeek, onder redactie van Chris van Bruggen en Michaël Steehouder.

## Publicaties (selectie)
- Herman Verbeek: Liedboek voor de ziel. Groningen, 2005. ISBN 978-90-8759-470-1
- Herman Verbeek: Toen daalde de duif. Herinneringen Herman Verbeek, priester, politicus, publicist. [Autobiografie.] Groningen, 2013. ISBN 978-90-5294-550-7
- Herman Verbeek: “In boeren handen. Voor een rechtvaardige en verantwoorde landbouw”, Kok Agora, Kampen, 1989. ISBN 9024276160
- Herman Verbeek: “Economie als Wereldoorlog”, Kok Agora, Kampen, 1990. ISBN 9024276896
- Herman Verbeek: “Boeren Belang. Voor een sociale en ekologische organisatie van de landbouw”, met een voorwoord van Sicco Mansholt, Kok Agora, Kampen, 1992. ISBN 9039100276

## Publicaties over Verbeek
- Stefan van der Poel: Herman Verbeek (1936-2013). Priester, politicus, publicist. Hilversum, Uitgeverij Verloren, 2020. ISBN 9789087048327
- Armando Lampe: Een leven dat te denken geeft. Over de priester-politicus Herman Verbeek (1936-2013). Voorburg, U2pi, 2014. ISBN 978-90-8759-470-1